# Joaquim Antônio de Loyola
Joaquim Antônio de Loyola (Morretes, 25 de dezembro de 1847 - Curitiba, 27 de dezembro de 1918), foi um político brasileiro.

## Biografia
Filho de João Loyola e Silva e d. Benedicta dos Prazeres Loyola, Joaquim nasceu na cidade Morretes, próximo ao litoral do Paraná, no natal de 1847. Nesta cidade tornou-se ervateiro e na última década do século XIX, foi eleito para o Congresso Legislativo Estadual e logo após assumiu o cargo de coletor de impostos na capital do estado. Casado com Guilhermina Santos de Loyola, foi pai de Helena Loyola, futura esposa de Vicente Machado da Silva Lima.
Joaquim Antônio de Loyola faleceu dois dias apos completar 71 anos.

## Referência
- Vicente Machado da Silva Lima Casa Civil do Governo do Paraná - acessado em 02 de junho de 2010